# 空を仰ぎて雲たかく
『空を仰ぎて雲たかく』（そらをあおぎてくもたかく）は、2010年7月30日にでぼの巣製作所より発売されたアダルトゲーム。人間と同じ姿をしたドラゴンの少女を育てるのがゲームの目的である。
2013年3月7日にはサイバーフロントよりイベントや新規CGを追加のPlayStation Portable版『空を仰ぎて雲たかく Portable』が発売された。2013年4月26日には『空を仰ぎて雲たかくplus』が発売された。

## 解説
竜の少女との交流を描いたコンピュータゲーム。
本作はミントの育成を描いた「ストーリーパート」と、ミントのダンジョン攻略を描いた「RPGパート」の2つに分かれる。
「ストーリーパート」での育て方次第でミントの性格は4パターンに変化していき、それぞれの性格に合わせてストーリーも分岐していく。また、いずれのルートにもメインストーリーとは別の「クエスト」があり、イベントも存在する。
「RPGパート」はミントを操作して敵を倒していくものとなっており、横スクロールアクションゲームの要素を含んでいる。

## ストーリー
青年アドニスは、竜使いの修行中に、自らをパパと慕う竜の少女ミントと出会った。
アドニスには心当たりがなかった上ミント自身も記憶を失っていたようなので、アドニスの師匠であるローリエの元に連れて行ったところ、ローリエからミントは竜使いの契約の相手だと告げられた。

## 登場人物
ミント
声：榊原ゆい
ドラゴンの少女。成長すると育て方次第で世話焼きタイプ、クールタイプ、泣き虫タイプ、女王様タイプになる。
アドニス
声：葵海人
主人公の青年。竜使いとしてミントと契約する。
ローリエ
声：真中海 / 歩河みぃな（PSP版以降）
主人公の師匠の娘で竜使い。
ソーレル
声：茶谷やすら
冒険者たちに仕事を斡旋しているギルドの看板娘。
アイリス
声：飯田空
ギルドのマスター。
ウィロー
声：三嶋ワタル
ローリエのパートナーであるドラゴン。アドニスにとっては兄貴分にあたる。
ダナン
声：蘭丸 / チャオ・ササキ
アンジェリカ
声：桜坂かい / 藤崎さや香（PSP版以降）
ロメオドートの街を目指して旅をしているシスター。
ツーヤ
声：茶谷やすら
無口なドラゴンの少女。
ボルドー
声：滝沢アツヤ
フラックス
声：蘭丸
エルダー
声：滝沢アツヤ / 加藤友脩
ヴァイン
声：飯田空
エリス
声：榊原ゆい

## スタッフ
- キャラクターデザイン：山本和枝
- シナリオ：ミシマ

## 主題歌
無印
- オープニングテーマ「Let's start now」
  - 歌：榊原ゆい / 作詞：中山♡マミ（Angel Note） / 作曲・編曲：不知火つばさ（Angel Note）
- エンディングテーマ「I don't wanna forget」（無印版・PSP版）
  - 歌：榊原ゆい / 作詞：中山♡マミ（Angel Note） / 作曲・編曲：椎名俊介（Angel Note）

Portable
- オープニングテーマ「Future world」 
  - 歌・作詞・作曲：榊原ゆい

plus
- オープニングテーマ「Everlasting」
  - 歌・作詞・作曲：榊原ゆい / 編曲：井ノ原智（Angel Note）